# 夢の島 (小説)
『夢の島』は、日野啓三が1985年に著した長編小説である。芸術選奨受賞。

## 書誌
- 夢の島（1985年、講談社、ISBN 978-4-06-196016-9）

## 内容
3年前妻を失った建築技師である境昭三には、日曜日ごとに埋立地へ出かける趣味があった。　
昭三は日常の中で二人の女を見かける。　一人はバイクに乗った女、もう一人はショーウィンドウの中でマネキンをセットする女。　そして昭三は同窓会の連絡をきっかけに、埋立地13号に興味を覚える。　
ある日、夕暮れの13号地の埋立地の草むらに腰を下ろしていると、偶然バイクの事故を目撃する。　事故を起こした女性は、以前見かけたバイクに乗った女だった。　彼女をタクシーで銀座の病院に連れて行ったが、翌朝彼女は病院から失踪し、昭三は彼女の名が林陽子であり、住所が芝浦の方であると知る。　
昭三が退社後その住所の所を訪ねてみると、それは倉庫街の中の古倉庫の二階だった。そこで以前、ショーウィンドウの前で見かけた女と会う。昭三はその女から「林陽子にこれ以上会ってはいけない」と警告される。
次の週の日曜、昭三はショーウィンドウの女が働いていた店を訪問する。それは旅行会社のショーウィンドウであり、ガラス扉には、
「コンクリートランドで死にかけているあなた、夢の島はすぐそこです」という宣伝コピーを発見する。　その次の日曜、ふたたび林陽子の住居を訪れると、扉の前にはビニール板が貼られ、“人間ハ入ッテハイケマセン”と書かれたメッセージを読む。昭三は仕方なく、倉庫街を抜けてタクシーで埋立地へ向かう。
日暮れ時、湾岸道路の方へ歩いていると、小学5・6年位の小学生を連れた林陽子と会う。　昭三は誘われるままに彼女のバイクに乗り、入江の方に向かった。水際にゴムボートを浮かべ、三人は東京湾と夢の島の中間にある、元お台場の島に漕いで行く。島はまるで原生林のようで、地面には多量の廃棄物が並び、埋まっていた。昭三は少年が寝てから、陽子と一夜を共に寝た。けたたましい鳥の鳴き声で目を覚ますと朝だった。　
昭三は騒ぐ鳥の声が気になり、翌日三人で確かめてみることにする。　そして昭三は沢山のサギやカモメが足に釣り糸を絡ませて木々の枝から逆釣りの状態になって死んでいるのを発見する。陽子はそこで「ケケケケ」と変な声を出して意識を失う。ふと気付いて昭三が背後を見ると、森全体が音もなくゆっくりと崩れ、沈み込んでいくのを目にした。少年が歌うように驚き叫ぶ。
昭三は会社に仮病を使って一週間の休みを取った。古倉庫を訪ねると、ショーウィンドウの女が現れ、マネキンを部屋の中で逆釣りにさせて楽しんでいた。昭三は歩み寄って取り上げようとすると、マネキンは落ち、彼女は「これが私たちの本当の姿よ」と笑いながら言う。
夕暮れになると昭三は毎日入江で林陽子を待つようになる。4日目の夜林陽子が現れる。三人で島へ渡り、昭三は木にかかったサギたちを埋めてやることを提案する。昭三は鳥の死骸のある斜面に行き、一羽のサギがぶら下がる木に登り、大枝に跨ってぶら下がる鳥を外そうとした時、鳥はまだ生きており、鳴きながら向かってきた。昭三は不意をつかれて平衡を失い、足に蔓が絡みついて逆吊りになる。　意識が遠のく昭三の目に、逆さになった対岸にの東京の高層ビル群が映り、戦後の焼け跡の幻影が浮かんで重なった。　昭三はついに宙吊りのまま絶命してしまう。
林陽子は病院から一カ月ぶりに退院する。弟である男の子は一緒に古倉庫のアトリエに向かう。林陽子は倉庫の奥でマネキンばかり相手する仕事ばかりしていた為に、心を病んで二重人格者になっていたのだった。　二人の女は同一人物だったのだ。
林陽子は再び台場を訪れることを弟に告げ、軽薄で向う見ずで、知らない男と寝るような自分も自分であると意識し、見つめていこうと思い、これからも古倉庫のアトリエで弟と生活していくことを決意する。
看護婦に付き添わされて密かに行った昭三の葬式を陽子は思い出す。会社の上役らしい男が、弔辞に、
「きみは焼け跡から新しい東京の再建の事業に生涯を捧げた。そして東京は今世界で最も現代的な都市となった。きみが愛してやまなかった高層ビルがきょうも堂々と聳え立って日に輝いている。われわれはきみの遺志を継いで、さらに高くさらに美しくさらに多くの高層ビルを立て続けるだろう」
と賛美するのを聞いて、陽子は会葬者達の列の後ろに立って、心の中でその言葉を否定するのだった。

## 登場人物
境昭三
建築会社に勤める50歳過ぎの建築技師。妻を3年前に急病
で亡くし、会社は10年程前にソ連文化センターのある三菱21号館の近くに移っていた。30歳を過ぎてお見合い結婚。中学生の時に終戦を迎え、「神風」の吹かなかったことから、凡そ迷信的・宗教的なものに反発を覚え、無機物な高層建築物を愛してきた。
林陽子
一か月前から二重人格者になっていた、ショーウィンドウのセッティングを仕事にしている女性。容貌は25歳過ぎのよう。オートバイに乗って走り回る時の彼女は化粧が派手でハスキーな声の極端に積極的な性格になるが、そうでない時は飾り気の無い、大人し目の女性になる。弟を持つ。